# Prix international de la paix
 (novembre 2017).
Des prix internationaux de la paix sont décernés chaque année par le Conseil mondial de la paix, qui récompensent des productions artistiques contribuant à la paix. Ils récompensent essentiellement des compagnons de route du mouvement communiste. 

## Principes
Ils ont été créés lors du 1er Congrès mondial des partisans de la paix en avril 1949, et sont décernés chaque année par un comité issu du congrès. Ses objectifs sont :

« En vue d'encourager les intellectuels dans le sens de la définition de la paix, le Congrès mondial des partisans de la paix a décidé de créer des Prix internationaux de la paix pour les meilleures productions littéraires et artistiques, cinématographiques et scientifiques, qui concourent à consolider la paix entre les peuples. »

## Lauréats

### 1950
- Prix d'honneur de la paix : Irène Joliot-Curie, scientifique française.
- Prix internationaux : Níkos Kazantzákis, écrivain grec ;  Chi Pai Shih, peintre chinois ; William Howard Melish, prédicateur américain ; Candido Portinari, peintre brésilien ; Wanda Jakubowska, réalisatrice polonaise.

### 1951
- Prix internationaux : Madame Sun Yat-Sen

### 1952
- Prix d'honneur de la paix : Nicolas Vaptzarov, poète bulgare.
- Prix internationaux : Paul Éluard, poète français ; William Edward Burghardt Du Bois, savant américain ; Martin Hellberg, Kurt Stern et Jeanne Stern ; réalisateurs allemands ; Halldor Kiljan Laxness, romancier islandais ; Leopoldo Méndez, artiste mexicain ; Mulk Raj Anand, romancier indien.

### 1953
- Prix internationaux : Charles Chaplin, artiste britannique ; Dmitri Chostakovitch, compositeur soviétique.

### 1954
- Prix d'honneur de la paix : Béla Bartók, compositeur hongrois.
- Prix internationaux : Édouard Herriot, homme d'État français ; Josué de Castro, savant et écrivain brésilien ; Joris Ivens, cinéaste néerlandais ; Cesare Zavattini, cinéaste italien.

### 1955
- Prix d'honneur de la paix : Julius Fučík, écrivain tchèque ; Ville de Varsovie, symbole de reconstruction pacifique
- Prix internationaux : Pablo Neruda, poète chilien ; Nâzım Hikmet, poète turc ; Pablo Picasso, peintre espagnol ; Paul Robeson, écrivain américain.

### Autres années
Dans les années 1970, Léonid Brejnev, Nicolae Ceaușescu et Heng Samrin (l'un des dirigeants khmers rouges) reçurent des prix internationaux de la paix ou des médailles décernées par le Conseil.
- 1978 : Edson Arantes do Nascimento, dit Pelé, sportif brésilien.
- 1983 : Elie Wiesel, écrivain Juif américain d'origine roumaine.
- 1993 : Jean Rouch, réalisateur français.
- 2000 : Miguel Ángel Estrella, pianiste argentin.